# 毛龙
毛龙，是中国传说的怪龙，记载于《拾遗记》在南国有洞穴阴源里,其下通地脉,里面有毛龙和毛鱼。后来南浔之国献毛龙,分别一雌一雄,放在豢龙之官;至夏代养龙不绝。据说毛龙身体上的毛有五种颜色，禹导川乘此龙,及水土平,放之海。

## 记载
晋王嘉《拾遗记》卷一: “ (舜之时)南浔之国,有洞穴阴源,其下通地脉。中有毛龙、毛鱼,时骨于旷泽之中,鱼龙同穴而处。其国献毛龙,一雌一雄,故置豢龙之宫。至夏代养龙不绝,因以命族。至禹导川,乘此龙,及四海同,反放河汭。”

## 参看
中国妖怪列表